# 帕蓬阿瓦
帕蓬阿瓦是哥倫比亞的城鎮，位於該國東南部，由沃佩斯省負責管轄，面積5,938平方公里，海拔高度198米，2005年人口855，人口密度每平方公里0.14人。
2°10′00″N 70°34′00″W / 2.16667°N 70.5667°W